# Баруленков Валерій Володимирович
Вале́рій Володи́мирович Баруленков (нар. 10 вересня 1941, с. Новосьолка Александровського району Івановської обл.  РРФСР, нині Владимирської обл. РФ) — український інженер-будівельник, генеральний директор ТОВ «ТрансРейл Україна», лауреат Національної премії України імені Тараса Шевченка (1985).

## Біографія
Народився 10 вересня 1941 року в селі Новосьолці Александровського району Івановської області РРФСР (нині у Владимирській області Росії).
Середню школу закінчив у м. Дніпродзержинську Дніпропетровської області.
У 1958 р. вступив до Дніпропетровського інституту інженерів залізничного транспорту (ДІІТ, нині — Дніпропетровський національний університет залізничного транспорту імені академіка Всеволода Лазаряна). Навчався на факультеті «Організація будівництва залізниць». Грав за інститутську команду з баскетболу. Навчаючись на четвертому курсі, проходив піврічну практику в АР Комі на будівництві залізниці Мікунь — Кослан Північної залізниці. У 1963 р. захистив диплом, отримавши фах інженера-будівельника шляхів сполучення.
Працював майстром, виконробом БУ 145 м. Фастів тресту «Південзахідтрансбуд» Мінтрансбуду СРСР (1963—1966), брав участь у будівництві об'єктів Фастівського залізничного вузла, реконструкції рефрижераторного депо на станції Фастів II. Пізніше працював інженером, старшим інженером виробничого відділу тресту «Південзахідтрансбуд» (1966—1969), головним інженером Управління механізації (1969—1971), заступником керуючого (1971—1974) трестом «Південзахідтрансбуд».
У 1974—1975 рр. — заступник завідувача відділу будівництва Київського обкому Компартії України.
З 1975 до 1987 рр. — керуючий трестом «Південзахідтрансбуд».
В 1984 р. закінчив Академію народного господарства, м. Москва, РРФСР
З 1987 по 1990 рр. — заступник голови Київського міськвиконкому.
З 1990 по 1992 рр. — заступник керівника будівництва судноплавного каналу Кейтеле—Пяйянне (Фінляндія).
З 1992 по 1994 рр. — торговий представник Посольства України в Фінляндії та Швеції, Норвегії, Данії (м. Гельсінкі).
В 1994 р. повернувся до України, в 1996 р. створив українсько-швейцарську транспортно-логістичну компанію із залізничних перевезень «ТрансРейл Україна», став її генеральним директором.
В. В. Баруленков — талановитий організатор, під керівництвом і за безпосередньої участі якого:
- збудовані сотні кілометрів нових і других залізничних колій, в тому числі Долинська—Помічна, Київ—Трипілля, другі колії Львів—Стрий—Мукачеве та інші;
- електрифіковані на Південно-Західній та Львівській залізницях більше 1600 км залізничних колій на ділянках Львів—Ужгород (лінії Москва—Прага), Львів—Мостиська, Козятин—Жмеринка, Дарниця—Гребінки та інші;
- введено в експлуатацію житлових будинків загальною площею більше 320 тис. м2 в Києві, Львові, Вінниці, Чернівцях, Ужгороді, Конотопі, Фастові, Бучі та інших містах України;
- збудований музей В. І. Леніна (нині Український дім) у м. Києві;
- збудовані об'єкти Національного авіаційного університету (м. Київ), Бориспільського аеропорту, Київського метрополітену, Миронівського інституту селекції і насінництва пшениці,
- збудовані залізничні вокзали на станціях Житомир, Вадул-Сірет, Мостиська, Чоп, Хмельницький, Коростень;
- реконструйовані Львівський локомотиворемонтний завод, Дарницький, Конотопський, Стрийський вагоноремонтні заводи та Київський завод «Транссигнал».

Захоплюється риболовлею та тенісом.

## Громадська діяльність
У 1974—1990 рр. неодноразово обирався депутатом Київської міської ради народних депутатів.
У 1975—1987 рр. неодноразово обирався членом ЦК профспілок працівників залізничного транспорту і транспортного будівництва.
У 1988 р. його обрали першим президентом тенісного клубу м. Києва.
Академік Академії будівництва України.

## Родина
Майбутню дружину Ірину, студентку факультету «Промислове та цивільне будівництво», зустрів у ДІІТ, пізніше Ірина Василівна працювала на будівництві Київської ГЕС, у Київдніпротрансі, викладачем Київського будівельного технікуму.
У родині дві доньки: Юлія — викладач англійської мови; Анна — менеджер із маркетингу та розвитку транспортно-логістичної компанії «ТрансРейл Україна».

## Відзнаки
- Лауреат Шевченківської премії 1985 року — разом з Гопкалом, Гречиною, Філенком, Гайдамакою, Мягковим, Коломійцем — «за архітектуру і художнє оформлення Київського філіалу Центрального музею В. І. Леніна».
- Кавалер ордена Леніна.
- Кавалер ордена Трудового Червоного Прапора.
- Заслужений будівельник України.
- Почесний транспортник України.
- Почесний будівельник Росії.